# James Dean (película)
James Dean (en algunos países hispanohablantes también es conocida como James Dean: Una vida inventada) es una película estadounidense biográfica de televisión de 2001 dirigida y producida por Mark Rydell y protagonizada por James Franco, Michael Moriarty, Valentina Cervi y Enrico Colantoni. Asimismo, Rydell actuó en el film, encarnando a Jack Warner. La película narra la vida del actor James Dean, desde su niñez y juventud hasta su fallecimiento a los veinticuatro años.
El desarrollo del proyecto comenzó a manos de Warner Bros. durante la década de 1990, con la idea de tener a Milčo Mančevski y Michael Mann como realizadores y a Leonardo DiCaprio como protagonista. Sin embargo, tras la salida de ambos se descartó a DiCaprio —esto también se debió al alto salario que el actor requirió tras éxitos como Romeo + Juliet y Titanic— y se consideró a Dennis Hopper como director de la cinta. Cabe destacar que con la salida de DiCaprio se pensó contratar a actores como Brad Pitt y Johnny Depp para el papel principal y en Gary Oldman como secundario.
No fue hasta febrero de 1996 que se eligió a Rydell. Aun así, la película siguió languideciendo un largo desarrollo. Franco fue elegido en mayo de 2000, tras una larga búsqueda conformada por quinientas audiciones.
En cuanto a la distribución, Warner Bros. decidió hacer a James Dean una película para televisión para Turner Network Television. El 5 de agosto de 2001, TNT emitió la cinta, recibiendo críticas generalmente positivas.

## Argumento
En 1939, a los ocho años, James Dean (James Franco) es un niño que convive con su distante padre Winton (Moriarty) y su madre Mildred (Lisa Robins) en Santa Mónica, California. Cuando esta muere de cáncer en 1940, Winton envía a James a Fairmount, donde es criado por sus tíos y comienza a preguntarse sobre el abandono de su padre.  
James regresa a Santa Mónica en junio de 1949, poco después de graduarse de la secundaria. Allí se entera de que su padre se ha vuelto a casar. El joven decide ser actor y para ello toma clases bajo la tutela de James Whitmore (David Parker). Este se impresiona al ver la capacidad de actuación del joven, por lo que lo anima a trasladarse a Nueva York en septiembre de 1951 para perseguir una carrera actoral. En esta ciudad, Dean entabla una amistad con el también actor Martin Landau (Samuel Gould) y comienza una relación romántica con Christine White (Amy Rydell). Posteriormente, ambos son aceptados en el prestigioso Actors Studio. James recibe elogios de la crítica debido a su trabajo en Broadway y consigue un papel en un drama televisivo que se emite a nivel nacional. Cuando trata de comentarle todos estos sucesos a su padre, solo recibe indiferencia por parte de este, lo que le causa problemas emocionales. 
En 1955 el director Elia Kazan (Enrico Colantoni) contrata a James para el papel principal de su película East of Eden, la cual que marca su debut en Hollywood. Durante el rodaje de la cinta, Dean se entera de que la Warner Bros. pretende convertirle en una estrella de cine. Posteriormente, se relaciona con la actriz italiana Pier Angeli (Valentina Cervi) y se entera de que Winton no es su verdadero padre. Winton revela que el padre de James en realidad era un hombre con quien Mildred tuvo una romance oculto. Poco tiempo después de descubrir la verdad, el joven muere en un accidente automovilístico, algo que afecta a la industria cinematográfica y al público en general.

## Reparto
- James Franco como James Dean.
- Michael Moriarty como Winton Dean.
- Valentina Cervi como Pier Angeli.
- Enrico Colantoni como Elia Kazan.
- Mark Rydell como Jack Warner.
- Samuel Gould como Martin Landau.
- Wendy Benson como Julie Harris.
- David Parker como James Whitmore.

## Recepción y premios
El crítico Ken Tucker, de la revista Entertainment Weekly, escribió que Franco «pudo haber hecho a un Dean aceptable», pero por el contrario interpretó a «[un] joven inseguro y desarraigado». No obstante, Franco recibió un Premio Globo de Oro por su actuación, así como también candidaturas a los Premios Emmy y a los Premios del Sindicato de Actores.

### Premio Globo de Oro
| Año  | Categoría                            | Receptor     | Resultado |
| ---- | ------------------------------------ | ------------ | --------- |
| 2002 | Mejor actor de miniserie o telefilme | James Franco | Ganador   |

### Premio Primetime Emmy
| Año  | Categoría                                         | Receptor                                                  | Resultado |
| ---- | ------------------------------------------------- | --------------------------------------------------------- | --------- |
| 2002 | Mejor telefilme                                   | Mejor telefilme                                           | Candidato |
| 2002 | Mejor director - Miniserie o telefilme            | Mark Rydell                                               | Candidato |
| 2002 | Mejor montaje - Miniserie o telefilme             | Antony Gibbs                                              | Candidato |
| 2002 | Mejor actor - Miniserie o telefilme               | James Franco                                              | Candidato |
| 2002 | Mejor actor de reparto - Miniserie o telefilme    | Michael Moriarty                                          | Ganador   |
| 2002 | Mejor casting - Miniserie o telefilme             | Nancy Foy                                                 | Candidato |
| 2002 | Mejor dirección artística - Miniserie o telefilme | Robert Pearson, Marc Dabe y Leslie McCarthy-Frankenheimer | Ganador   |
| 2002 | Mejor fotografía - Miniserie o telefilme          | Robbie Greenberg                                          | Candidato |
| 2002 | Mejor vestuario - Miniserie o telefilme           | Yvonne Blake y Randy Gardell                              | Candidato |
| 2002 | Mejor peluquería - Miniserie o telefilme          | Carol A. O'Connell                                        | Candidato |
| 2002 | Mejor maquillaje - Miniserie o telefilme          | John M. Elliott Jr.                                       | Candidato |